# ネドゥムディ・ヴェーヌ
ネドゥムディ・ヴェーヌ（Nedumudi Venu、1948年5月22日 - 2021年10月11日）は、インドのマラヤーラム語映画で活動した俳優、脚本家。50年近いキャリアの中で500本以上の映画に出演し、国家映画賞、ケララ州映画賞など複数の映画賞を受賞している。

## 生涯
学校長のP・K・ケサヴァ・ピッライとP・クンジクティヤマの息子として生まれ、ネドゥムディのNSSハイセカンダリースクール、チャンパクラムのセント・メアリー・ハイアー・セカンダリースクールで教育を受けた。
2021年10月11日、肝癌の治療のため入院していたティルヴァナンタプラムのケララ医科学研究所で死去した。死因は新型コロナウイルス感染症による合併症だった。また、ヴェーヌは糖尿病も患っていたという。翌12日に同地の式場で葬儀が執り行われ、ケララ州政府が最高の栄誉をもってヴェーヌへの弔意を表した。

## 家族
ヴェーヌはT・R・スシーラと結婚し、彼女との間に2人の息子（ウンニ、カンナン）をもうけた。

## 受賞歴
| 年                                | 部門                             | 作品                                           | 結果       | 出典          |
| 国家映画賞                        | 国家映画賞                       | 国家映画賞                                     | 国家映画賞 | 国家映画賞    |
| --------------------------------- | -------------------------------- | ---------------------------------------------- | ---------- | ------------- |
| 1991年                            | 助演男優賞                       | 『His Highness Abdullah』                      | 受賞       | [ 16 ]        |
| 2005年                            | 特別賞                           | 『Margam』                                     | 受賞       | [ 17 ]        |
| 2008年                            | 短編映画ナレーション賞           | 『Minukku』                                    | 受賞       | [ 18 ]        |
| フィルムフェア賞 南インド映画部門 |                                  |                                                |            |               |
| 1982年                            | マラヤーラム語映画部門主演男優賞 | 『Vida Parayum Munpe』                         | 受賞       | [ 19 ]        |
| 1988年                            | マラヤーラム語映画部門主演男優賞 | 『Oru Minnaminunginte Nurunguvettam』          | 受賞       | [ 20 ] [ 21 ] |
| 1998年                            | 生涯功労賞                       | N/A                                            | 受賞       | [ 22 ]        |
| 南インド国際映画賞                |                                  |                                                |            |               |
| 2021年                            | タミル語映画部門助演男優賞       | 『響け!情熱のムリダンガム』                    | ノミネート |               |
| ケララ州映画賞                    |                                  |                                                |            |               |
| 1981年                            | 主演男優賞                       | 『Vida Parayum Munpe』                         | 受賞       | [ 23 ]        |
| 1980年                            | 第2位男優賞                      | 『Chamaram』                                   | 受賞       | [ 23 ]        |
| 1986年                            | 第2位男優賞                      | 『Thalavattam』                                | 受賞       | [ 23 ]        |
| 1987年                            | 主演男優賞                       | 『Oru Minnaminunginte Nurunguvettam』          | 受賞       | [ 23 ]        |
| 1991年                            | 審査員特別賞                     | 『Bharatham』 『Santhwanam』                   | 受賞       |               |
| 1994年                            | 第2位男優賞                      | 『Thenmavin Kombath』                          | 受賞       |               |
| 2003年                            | 主演男優賞                       | 『Margam』                                     | 受賞       | [ 24 ]        |
| ケララ映画批評家協会賞            |                                  |                                                |            |               |
| 2007年                            | 第2位男優賞                      | 『Thaniye』                                    | 受賞       | [ 25 ]        |
| 2007年                            | チャラチトラ・プラティバ賞       | 『Thaniye』                                    | 受賞       | [ 25 ]        |
| アジアネット映画賞                |                                  |                                                |            |               |
| 2006年                            | 助演男優賞                       | 『Thanmathra』                                 | 受賞       |               |
| 2008年                            | 脚本賞                           | 『Thaniye』                                    | 受賞       |               |
| 2011年                            | 助演男優賞                       | 『Kadha Thudarunnu』 『Best Actor』            | 受賞       |               |
| 2014年                            | 性格男優賞                       | 『North 24 Kaatham』                           | 受賞       |               |
| 2016年                            | 悪役男優賞                       | 『Oru Second Class Yathra 『Rudra Simhasanam』 | 受賞       |               |
| 2018年                            | 生涯功労賞                       | N/A                                            | 受賞       |               |
| ヴァニタ映画賞                    |                                  |                                                |            |               |
| 2016年                            | 悪役賞                           | 『Oru Second Class Yathra』                    | 受賞       | [ 26 ]        |
| ケララ州テレビ賞                  |                                  |                                                |            |               |
| 2001年                            | 主演男優賞                       | 『Oru Second Class Yathra』                    | 受賞       |               |